# تشانغ زيلي
تشانغ زيلي (بالصينية: 张志磊) مواليد 2 مايو 1983 في زهوكو، خنان، الصين، هو ملاكم محترف صيني يصنف ضمن فئة الوزن الثقيل. شارك في دورة الألعاب الأولمبية الصيفية سنة 2008 وحقق الميدالية الفضية فيها.

## إحصائيات
خاض خلال مسيرته 22 نزالا، فاز في 22 ولم يتعادل ولم يخسر. فاز بالضربة القاضية في 17 نزالا.

## الميداليات
| الميدالية | المسابقة                       |
| --------- | ------------------------------ |
| فضية      | الألعاب الأولمبية الصيفية 2008 |

## روابط خارجية
- تشانغ زيلي على موقع بوكس ريك (الإنجليزية) (registration required)
- تشانغ زيلي على موقع اللجنة الأولمبية الدولية (الإنجليزية)
- تشانغ زيلي على موقع أوليمبيديا (الإنجليزية)